# Altaïte
L'altaïte est un minéral rare de composition PbTe (tellurure de plomb). L'altaïte et les autres tellurures sont classés dans la famille des sulfures (classifications de Strunz et de Dana).
Les cristaux, de couleur blanc jaunâtre, ont une densité inhabituellement élevée pour un minéral peu coloré. Leur structure est isométrique. L'altaïte fait partie du groupe de la galène, avec laquelle elle partage beaucoup de propriétés. 
L'altaïte a été découverte en 1845 dans les montagnes de l'Altaï. En dehors de ces montagnes, on peut également trouver de l'altaïte à Zyrian au Kazakhstan ; dans le Ritchie Creek Deposit dans le Comté de Price au Wisconsin ; dans le dépôt d'or de Koch-Bulak au Kazakhstan ; à Moctezuma au Mexique ; et à Coquimbo au Chili.